# Jürgen Ebach
Jürgen Ebach (* 28. Februar 1945 in Kirchen an der Sieg) ist ein deutscher Alttestamentler und war bis Februar 2010 Inhaber des Lehrstuhls  für Exegese und Theologie des Alten Testaments und biblische Hermeneutik an der Evangelisch-Theologischen Fakultät der Ruhr-Universität Bochum. Er wurde bekannt durch zahlreiche Publikationen zu exegetischen und hermeneutischen Fragen.

## Leben
Jürgen Ebach ist wenige Wochen vor Kriegsende am 28. Februar 1945 in Kirchen (an der Sieg) geboren und in Bonn, Köln und Hamburg aufgewachsen. Gefördert durch ein Stipendium, sowie später ein Promotionsstipendium des Evangelischen Studienwerks Villigst, studierte er  Evangelische Theologie und Keilschriftwissenschaften in Hamburg. Im Jahr 1967 arbeitete er bei der Ausgrabung am Tell Kāmid el-Lōz (Libanon) mit. Der Promotion in Hamburg 1972 folgte die Habilitation in Bochum 1975. Nach Gastprofessuren in Hamburg, Wuppertal und Kiel hatte Jürgen Ebach von 1983 bis 1996 die Professur für Biblische Exegese und Theologie an der Universität Paderborn inne. 1988 erhielt er den Sexauer Gemeindepreis für Theologie, der seit 1981 an akademisch lehrende Theologen und Theologinnen verliehen wird, die sich durch besondere Gemeindenähe auszeichnen (andere Preisträger waren beispielsweise 1983 Claus Westermann, 1985 Ernst Käsemann und 1990 Luise Schottroff). Von 1996 bis 2010 war Jürgen Ebach Professor für Exegese und Theologie des Alten Testaments und biblische Hermeneutik an der Evangelisch-Theologischen Fakultät der Ruhr-Universität Bochum.
Jürgen Ebach war langjähriges Mitglied im Editorial Board der Zeitschrift Biblical Interpretation (Sheffield), sowie Konsultor des Freiburger Rundbriefs (Zeitschrift für christlich-jüdische Begegnung) und ist Mitherausgeber der Buchreihe Jabboq. Seit vielen Jahren ist er Mitglied der Arbeitsgemeinschaft Juden und Christen beim Deutschen Evangelischen Kirchentag, sowie der exegetischen Arbeitsgruppe und des Präsidiums des Deutschen Evangelischen Kirchentags, ferner des Arbeitskreises Studium in Israel. Er gehört zum Herausgeberkreis der Bibel in gerechter Sprache, bei der er auch als Übersetzer (Buch Ijob und Kap. 37 – 50 des Buches Genesis) mitgewirkt hat.
Jürgen Ebach legt in seiner wissenschaftlichen Beschäftigung mit der Bibel größten Wert darauf, dass der biblische Text in all seinen Nuancen und Widersprüchen zu Wort kommt. Dies schließt für ihn die Wahrnehmung der jüdischen Auslegungsgeschichte ebenso ein, wie hermeneutische Reflexionen. Er verknüpft exegetische Beobachtungen mit literarischen Werken, politischen Geschehnissen und Deutungen, ethischen und besonders sozialethischen Überlegungen, sowie Erfahrungen aus dem christlich-jüdischen Dialog. Er versteht die ganze Bibel als kanonischen Text, der der Auslegung bedarf, damit ihre Vielfalt ohne Beliebigkeit und ihre Verbindlichkeit ohne Zwang zum Vorschein komme.

## Publikationen (Auswahl)
- Kritik und Utopie. Untersuchungen zum Verhältnis von Volk und Herrscher im Verfassungsentwurf des Ezechiel (Kap. 40–48), Hamburg 1972.
- Weltentstehung und Kulturentwicklung bei Philo von Byblos. Ein Beitrag zur Überlieferung der biblischen Urgeschichte im Rahmen des altorientalischen und antiken Schöpfungsglaubens, Beiträge zur Wissenschaft vom Alten und Neuen Testament 108, Stuttgart, Berlin, Köln, Mainz 1979. ISBN 978-3-17-005196-6
- Das Erbe der Gewalt. Eine biblische Realität und ihre Wirkungsgeschichte, Gütersloh 1980 (italienische Übersetzung Turin 1986, koreanische Übersetzung Seoul 1988). ISBN 978-3-579-00378-8
- Leviathan und Behemoth: Eine biblische Erinnerung wider die Kolonisierung der Lebenswelt durch das Prinzip der Zweckrationalität, Philosophische Positionen 2, Paderborn 1984. ISBN 978-3-506-76531-4
- Ursprung und Ziel. Erinnerte Zukunft und erhoffte Vergangenheit. Biblische Exegesen – Reflexionen – Geschichten, Neukirchen-Vluyn 1986. ISBN 978-3-7887-1209-9
- Kassandra und Jona. Gegen die Macht des Schicksals. Frankfurt am Main 1987. ISBN 978-3-610-09105-7
- Theologische Reden, mit denen man keinen Staat machen kann, Bochum 1989. ISBN 978-3-925895-18-0
- Biblische Erinnerungen. Theologische Reden zur Zeit, Bochum 1993. ISBN 978-3-925895-41-8
- Hiobs Post. Gesammelte Aufsätze zum Hiobbuch, zu Themen biblischer Theologie und zur Methodik der Exegese, Neukirchen-Vluyn 1995. ISBN 978-3-7887-1486-4
- „… und behutsam mitgehen mit deinem Gott“. Theologische Reden 3, Bochum 1995. ISBN 978-3-925895-53-1
- Jürgen Ebach, Richard Faber: Bibel und Literatur, München 1995, 2. Auflage 1998. ISBN 978-3-7705-2974-2
- Streiten mit Gott / Hiob I Hiob 1 – 20, Neukirchen 1995, 2. Auflage 2004, 3. Auflage 2007. ISBN 978-3-7887-1485-7
- Streiten mit Gott / Hiob II Hiob 21 – 42, Neukirchen-Vluyn 1996, 2. Auflage 2005. ISBN 978-3-7887-1495-6
- Gott im Wort. Drei Studien zur biblischen Exegese und Hermeneutik, Neukirchen-Vluyn 1997, Übersetzung ins Koreanische von Ha, Kyung-Taek, Seoul, Korea 2002, als Taschenbuch Neukirchen-Vluyn 2002. ISBN 978-3-7887-1660-8
- Weil, das was ist, nicht alles ist. Theologische Reden 4, Frankfurt am Main 1998. ISBN 978-3-932194-15-3
- Noah. Die Geschichte eines Überlebenden, (Biblische Gestalten 3), Leipzig 2001, italienische Übersetzung Turin 2002. ISBN 978-3-374-01912-0
- Jürgen Ebach, Hans-Martin Gutmann, Magdalene L. Frettlöh, Michael Weinrich (Hg.): Leget Anmut in das Geben. Zum Verhältnis von Ökonomie und Theologie (Jabboq 1), Gütersloh 2001. ISBN 978-3-579-05330-1
- Vielfalt ohne Beliebigkeit, Theologische Reden 5, Bochum 2002. ISBN 978-3-925895-76-0
- Jürgen Ebach, Hans-Martin Gutmann, Magdalene L. Frettlöh, Michael Weinrich (Hg.): Gretchenfrage 1. Von Gott reden – aber wie?, (Jabboq 2), Gütersloh 2002. ISBN 978-3-579-05188-8
- Jürgen Ebach, Hans-Martin Gutmann, Magdalene L. Frettlöh, Michael Weinrich (Hg.): Gretchenfrage 2. Von Gott reden – aber wie?, (Jabboq 3), Gütersloh 2002. ISBN 978-3-579-05331-8
- Jürgen Ebach, Hans-Martin Gutmann, Magdalene L. Frettlöh, Michael Weinrich (Hg.): Bloß ein Amt und keine Meinung? – Kirche, (Jabboq 4). Gütersloh 2003. ISBN 978-3-579-05333-2
- Jürgen Ebach, Magdalene L. Frettlöh, Hans-Martin Gutmann, Michael Weinrich (Hg.): Wie? Auch wir vergeben unseren Schuldigern? Mit Schulden leben, (Jabboq 5), Gütersloh 2004. ISBN 978-3-579-05334-9
- Ein weites Feld – ein zu weites Feld? Theologische Reden 6, Bochum 2004. ISBN 978-3-925895-88-3
- In den Worten und zwischen den Zeilen. Eine neue Folge theologischer Reden, Biblische Erkundungen 6, Wittingen 2005. ISBN 3-932810-31-7
- Ulrike Bail, Frank Crüsemann, Marlene Crüsemann, Erhard Domay, Jürgen Ebach, Claudia Janssen, Hanne Köhler, Helga Kuhlmann, Martin Leutzsch, Luise Schottroff (Hg.): Bibel in gerechter Sprache, Gütersloh 2006. 3. Auflage 2007. 4., durchgesehene Auflage 2011. ISBN 978-3-579-05500-8
- Jürgen Ebach, Hans-Martin Gutmann, Magdalene L. Frettlöh, Michael Weinrich (Hg.): „Dies ist mein Leib“ Leibliches, Leibeigenes und Leibhaftiges bei Gott und den Menschen, (Jabboq 6), Gütersloh 2006. ISBN 978-3-579-05335-6
- Jürgen Ebach, Hans-Martin Gutmann, Magdalene L. Frettlöh, Michael Weinrich (Hg.): Schau an der schönen Gärten Zier ..." Über irdische und himmlische Paradiese. Zu Kult und Kulturgeschichte des Gartens, (Jabboq 7), Gütersloh 2007. ISBN 978-3-579-05336-3
- Genesis 37–50, Herders Theologischer Kommentar zum Alten Testament, Freiburg i. Br. 2007. ISBN 978-3-451-26803-8
- SchriftStücke. Biblische Miniaturen, Gütersloh 2011. ISBN 978-3-579-07025-4
- Mehrdeutlichkeit. Theologische Reden 9, Uelzen 2011. ISBN 978-3-932810-49-7
- Neue SchriftStücke. Biblische Passagen, Gütersloh 2012. ISBN 978-3-579-08144-1
- In Atem gehalten. Theologische Reden 10, Uelzen 2012. ISBN 978-3-932810-52-7